# 唐飛 (藝人)
唐飛（1969年9月13日—2017年7月10日），本名吳俊華，雲林縣麥寮鄉瓦磘村人。臺語流行音樂變性歌手。《癡情臺西港》原作、原唱。

## 生平
唐飛從小就愛唱歌。1983年，時年14歲的他展開駐唱生涯。後來在18歲時為了替父還債，而遠赴新加坡賣唱。當時他所應徵的餐廳老闆要求他簽署變性同意書，他事後表示自己看不懂合約上的外文內容，但是老闆以官司威脅他不得違約。隨後，他即被強迫進行變性手術，並在休養後開始學習模仿女性陪酒。
合約期滿後，唐飛帶著賺得的金錢返台，並買下一座三合院，偶爾會在台上演唱。不料在一次偶然的突擊逮捕行動中，他被警察驗明性別並公告周知，父親得知後便毒打她；母親將她救醒後，叫她投靠阿姨；然而姨丈也將她趕出家門。她在流浪街頭後獲得好心人士關懷協助，並在中臺灣及南臺灣輾轉再度獲得表演工作機會；當時，她以「台灣第一位變性歌手」稱號登台演出。後來，她與一位刑事警察成為伴侶，但遭對方父母以貧窮為由強迫分手；分手後，她一度尋短但失敗，並再度回到兒時老家，整日抑鬱而居。
不久，其友人勸她重新振作並介紹廣播電台主持人職缺給她，她也因此與日後伴侶「龍哥」楚龍相識。當時有唱片公司欲找唐飛簽約，因為昔日陰影，她決定請楚龍陪同。她以自己或親友的生活經驗寫作歌詞，再委請楚龍譜曲，陸續推出二十餘張專輯，並在第一張專輯銷售順利後開始以舞台車巡迴各地廟會及夜市演唱兼販賣專輯。楚龍也在往後成為唐飛的經紀人，每次巡迴演唱時都會隨行，兩人相互扶持長達28年。
2017年6月15日住進嘉義長庚紀念醫院一般病房，7月5日轉加護病房，7月10日早上8點多返回水上鄉內溪村住處。上午10點23分因腹膜炎併發敗血症於自己家中病逝，享年47歲。

## 專輯
- 《癡情台西港》[4]
- 《天涯走唱歌姬》
- 《真心無悔》
- 《飛情萬千》
- 《飛常精選》
- 《溫柔女人心》
- 《欠某的情》
- 《欠尪的債》
- 《寧為女人》
- 《台日走唱集》
- 《唐飛超級精選》(2006年5月4日發行)
- 《那卡西走唱精選》(2006年11月2日發行)
- 《全新紀錄-唐飛》(2008年1月26日發行)[5]

## 連結
- 唐飛的Facebook專頁